# Mexická vlna
Mexická vlna je název pro součinnost publika sportovního zápasu na oválných tribunách, kdy dojde k současnému zvednutí rukou a postavení fanoušků v jednom sloupci tribuny a následnému postavení dalšího sloupce, čímž vzniká tzv. „vlna“, která postupuje po obvodu tribuny.
Vlna vzniká buď skupinkou předem domluvených fanoušků, nebo maskoty účastnícími se zápasu na tribunách. Neexistuje důkaz, že by vznikla v Mexiku. Traduje se, že vznikla v říjnu 1981 v USA, případně i dříve v jiných zemích. Název „mexická“ získala proto, že se široce rozšířila na mistrovství světa v kopané v roce 1986 v Mexiku.